# Júlio Rasec
Júlio César Barbosa, mais conhecido como Júlio Rasec (Guarulhos, 4 de janeiro de 1968 – São Paulo, 2 de março de 1996), foi um músico, cantor, compositor e técnico eletrônico brasileiro, tecladista da banda de rock Mamonas Assassinas. O nome Rasec é a inversão de seu segundo nome, César.
Júlio na juventude gostava de música sertaneja, e ouvia duplas como Tião Carreiro & Pardinho, Tonico & Tinoco e Peão Carreiro & Zé Paulo. Na infância, ganhou um teclado Casio e teve seu primeiro contato com a música. 
Tornou-se célebre como compositor da maioria das canções da banda de rock cômico Mamonas Assassinas e por ser tecladista do grupo. Dentre suas composições, há a faixa "Vira-Vira", que inicialmente chamava-se "Vira-Bunda" e foi composta na década de 1980 pelo músico em parceria com um amigo.
Rasec foi vítima de um acidente aéreo que causou comoção nacional. Em 2 de março de 1996, o Learjet 25D onde viajava com seus colegas de banda caiu na Serra da Cantareira devido, principalmente, à exaustão do piloto, Jorge Martins, que interpretou mal as informações cedidas pela torre de contado e fez a manobra contrária à que levaria ao Aeroporto Internacional de São Paulo-Guarulhos.

## Biografia
Nascido em Guarulhos, em 4 de janeiro de 1968, Júlio César Barbosa era o filho primogênito do eletricista de manutenção Juliano Salles Barbosa e de Carolina Camargo Nogueira e o irmão mais velho de Ana Paula "Rasec" Barbosa. Quando criança era um menino quieto, mas muito atento aos programas de TV da época, como Super-Dinamo, Formiga Atômica e Vila Sésamo. Júlio era tido como um “mini gênio”, aos quatro anos, havia aprendido a ler e escrever em casa, além de ser o mais rápido de seus colegas, que terminava as atividades antes de todos e queria conversar quando seus amigos ainda estavam batendo cabeça com os exercícios.
Quando menino, adorava ir à igreja, nunca faltou a nenhuma missa de domingo e até se tornou catequista. Amava também a música, desde pequenino, era fã de sertanejo raiz, adorava Tião Carreiro & Pardinho, Tonico & Tinoco e Peão Carreiro & Zé Paulo. Ainda na infância, ganhou de seu pai, Juliano, uma viola verde, mas não se deu bem com o instrumento. Aos nove anos, pediu ao pai que lhe desse um tecladinho Casio e ganhou, então passou a adorar os instrumentos musicais, especialmente os teclados.

## Carreira

### Anos 70: Primeiras composições e início na música
Ainda na época em que frequentava a Igreja Católica, Júlio dava aula de catecismo para crianças de seis a dez anos na Igreja Santa Terezinha, em Cumbica, quando participou do Aust - Adolescentes Unidos Santa Terezinha, mas por ser esperto e ativo, logo foi promovido para o Just - Jovens Unidos Santa Terezinha, onde permaneceu até 1988. Conheceu Adilson Andrade de Matos e faziam juntos o jornalzinho da igreja, o Fofoca News. Com Adilson, Júlio escreveu o que viria ser mais tarde, um de seus maiores sucessos: Vira Bunda, baseada num ritmo tradicional português, onde cantariam em dueto. Era uma espécie de provocação ao padre da paróquia, Lino Camacho. A canção nunca chegou a ser apresentada ao vivo, visto que haveria a possibilidade de adquirir sérios problemas com Camacho. Somente dez anos depois, Júlio, na companhia de um novo amigo, decidiu reescrever o Vira.
Em 4 de dezembro de 1989, indicado pelo pai, Júlio começou a trabalhar pela primeira vez, na Cummings do Brasil, onde surpreendeu a todos com sua genialidade e inteligência, se mostrando muito habilidoso, prestativo e fluente em inglês. A empresa o contratou como técnico em eletrônica e tradutor, onde ganhava 12 salários-mínimos mensais. Rasec também chegou a trabalhar na Philco, desempenhando a mesma função que tinha na Cummings.

### 1989–96:UtopiaeMamonas Assassinas
Com um de seus primeiros salários, Júlio comprou uma guitarra Gibson, embora treinasse muito, sentia a necessidade de melhorar. Em junho de 1990, Ana Paula, a irmã caçula de Júlio, conheceu Aílton de Queiroz Jr., mais conhecido como Juninho, seu colega na escola de informática que, coincidentemente, era primo de Dinho, o vocalista da, até então, Banda Utopia e futuro amigo inseparável de Júlio. Percebendo o sofrimento do tecladista na guitarra, Juninho citou que na banda de seu primo havia um guitarrista excelente. Esse guitarrista era Bento Hinoto.
A conexão com os membros do Utopia foi imediata e logo ficaram muito unidos, criando uma amizade inabalável. Para ficar próximo da banda, Júlio começou como roadie, mas no começo de 1991, ingressou oficialmente, sendo o último integrante a entrar para banda onde, mais tarde, assumiu os teclados depois da saída do então tecladista Márcio Cardoso de Araújo. Junto com Dinho, se tornou o principal compositor do Utopia e dos futuros Mamonas. Vale ressaltar que, apesar das composições alegres e irreverentes, ele também tinha uma vertente extremamente poética. Alguns dos poemas de Rasec foram utilizados no livro Mamonas Assassinas: Blá, Blá, Blá - A Biografia Autorizada
Além de tecladista, Júlio também fazia vocal em algumas músicas: Interpretava Maria na música "Vira Bunda", que posteriormente veio a se chamar "Vira-Vira", e nas apresentações ao vivo cantava as músicas "Sábado de Sol" e "Sabão Crá Crá", além de imitar o cantor Belchior na música "Uma Arlinda Mulher", dividindo o vocal com Dinho. Era o membro mais velho da banda e tinha vergonha ao revelar sua idade, após o sucesso meteórico da banda, se mostrava preocupado com a super exposição e era o integrante que tinha a vida pessoal mais reservada.

## Morte
Às 21h58min do dia 2 de março de 1996, o tecladista, acompanhado dos outros quatro integrantes do grupo Mamonas Assassinas, após um show em Brasília, partiu em um Learjet 25D prefixo PT-LSD com destino a Guarulhos, na grande São Paulo. A aeronave, perto do destino, arremeteu em contato com a torre de controle, após o piloto informar que havia condições visuais para tal. Foi realizada, então, uma curva para a esquerda, mas a direção correta para chegar ao aeroporto era à direita. Cerca das 23h16 o avião em que o grupo estava colidiu na Serra da Cantareira, no norte da cidade de São Paulo.
Na tarde daquele dia, antes do show em Brasília, Júlio foi a um amigo cabeleireiro, para retocar seu cabelo. Lá, filmaram-no e o tecladista disse ter sonhado com um acidente aéreo. O registro do discurso do músico ganhou muita popularidade posteriormente.